# Cisticola subruficapilla
Cisticola subruficapilla là một loài chim trong họ Cisticolidae.